# Тризвук
Три́звук — це акорд, що складається з трьох звуків розміщених по терціях (застарілі назви — тризгук; тризвуччя).

## Будова тризвуків
Кожен тризвук у вузькому розташуванні містить дві терції (нижню і верхню) і одну квінту (між крайніми звуками). Залежно від якості цих інтервалів тризвуки діляться за своєю структурою на консонантні і дисонантні тризвуки.
Консонантні тризвуки характеризуються відсутністю дисонуючих інтервалів, проте взаємним розташуванням малої та великої терції:
- мажорний тризвук

Відтворення аудіо не підтримується у вашому браузері. Ви можете завантажити аудіо-файл.
- мінорний тризвук

Відтворення аудіо не підтримується у вашому браузері. Ви можете завантажити аудіо-файл.
Дисонантні тризвуки містять дисонуючий інтервал зменшеної або збільшеної квінти:
- зменшений

Відтворення аудіо не підтримується у вашому браузері. Ви можете завантажити аудіо-файл.
- збільшений

Відтворення аудіо не підтримується у вашому браузері. Ви можете завантажити аудіо-файл.

## Назви тонів тризвуку
Тони, що входять до складу тризвуку прийнято називати так:
- Основним тоном (примою) називається звук тризвуку, який в будь-якому його розташуванні знаходиться внизу;
- терцієвим тоном (терцією) називається звук тризвуку, який у вузькому розташуванні знаходиться посередині;
- квінтовим тоном (квінтою) називається звук тризвуку, який у вузькому розташуванні знаходиться вгорі.

Ці назви зберігаються за тонами тризвуку як у його широкому розташуванні, так і при його оберненнях. 

## Розташування та обернення тризвуків
Як і більшість акордів класичної гармонії, тризвуки та їх обернення можуть бути у тісному (вузькому) розташуванні та широкому розташуванні.
Відтворення аудіо не підтримується у вашому браузері. Ви можете завантажити аудіо-файл.
Оберненнями тризвуків є
- секстакорд

Відтворення аудіо не підтримується у вашому браузері. Ви можете завантажити аудіо-файл.
- квартсекстакорд

Відтворення аудіо не підтримується у вашому браузері. Ви можете завантажити аудіо-файл.

## Сполучення тризвуків
У класичній гармонії тризвуки можуть сполучатися мелодично або гармонічно, залежно від їх співвідношення. Тризвуки секундового співвідношення сполучаються лише мелодично, терцієвого - переважно гармонічно, кварто-квінтового - мелодично і гармонічно. Крім того тризвуки кварто-квінтового співвідношення можуть сполучатися зі стрибком терцієвих тонів, що дозволяє сполучити тризвуки широкого і тісного розташування.   
|  |  |  |
|  |  |  |